# Dasineura floralis
Dasineura floralis är en tvåvingeart som först beskrevs av Marikovskij 1956.  Dasineura floralis ingår i släktet Dasineura och familjen gallmyggor.
Artens utbredningsområde är Ukraina. Inga underarter finns listade i Catalogue of Life.